# 대업
대업(大業)은 중국 수(隋) 양제(煬帝)의 연호이다. 605년에서 618년 3월까지 13년 3개월 동안 사용하였다. 613년에 고구려 원정이 실패한 이후 각지에서 반란이 잇따라 수많은 반란 세력이 독자적인 사연호를 사용했다. 617년 11월에는 이연(李淵)이 장안에서 공제(恭帝)를 옹립하고 양제를 태상황으로 삼은 뒤 의녕(義寧)으로 개원하였다. 이 때문에 《자치통감》에는 대업 12년까지만 기준 연호로 사용되고 617년부터는 의녕 원년으로 기재하고 있다. 그러나 양제는 강도(江都)에서 계속 재위 중이었으므로 대업 연호는 실제로 618년 3월에 양제가 시해될 때까지 양제의 판도 안에서 사용되었다.
같은 시기에 사용된 다른 연호로는 수 공제가 사용한 의녕(義寧 : 617년 ~ 618년), 향해명(向海明)이 사용한 사연호 백조(白鳥), 유가론(劉迦論)이 사용한 사연호 대세(大世), 주찬(朱粲)의 초(楚) 정권이 사용한 사연호 창달(昌達), 임사홍(林士弘)의 초(楚) 정권이 사용한 사연호 태평(太平), 조사걸(操師乞)이 사용한 사연호 시흥(始興), 두건덕(竇建德)의 하(夏) 정권이 사용한 사연호 정축(丁丑), 이밀(李密)의 위(魏) 정권이 사용한 사연호 영평(永平), 유무주(劉武周)가 사용한 사연호 천흥(天興), 양사도(梁師都)의 양(梁) 정권이 사용한 사연호 영륭(永隆), 곽자화(郭子和)가 사용한 사연호 정평(正平), 설거(薛擧)의 진(秦) 정권이 사용한 사연호 진흥(秦興), 소선(蕭銑)의 양(梁) 정권이 사용한 사연호 명봉(鳴鳳, 혹은 鳳鳴), 조무철(曺武徹)이 사용한 사연호 통성(通聖)이 있다.

## 개원
대업(大業) 원년 1월 1일(605년 1월 25일)에 연호를 대업(大業)으로 개원함.

## 연대대조표
| 대업                   | 원년            | 2년             | 3년                        | 4년        | 5년        | 6년        | 7년        | 8년        | 9년             | 10년            |
| 서력                   | 605년           | 606년           | 607년                      | 608년      | 609년      | 610년      | 611년      | 612년      | 613년           | 614년           |
| 육십간지 (六十干支)    | 을축(乙丑)      | 병인(丙寅)      | 정묘(丁卯)                 | 무진(戊辰) | 기사(己巳) | 경오(庚午) | 신미(辛未) | 임신(壬申) | 계유(癸酉)      | 갑술(甲戌)      |
| 향해명 (向海明)        | -               | -               | -                          | -          | -          | -          | -          | -          | 백조(白鳥) 원년 | -               |
| 유가론 (劉迦論)        | -               | -               | -                          | -          | -          | -          | -          | -          | -               | 대세(大世) 원년 |
| 대업                   | 11년            | 12년            | 13년                       | 14년       |            |            |            |            |                 |                 |
| 서력                   | 615년           | 616년           | 617년                      | 618년      |            |            |            |            |                 |                 |
| 육십간지 (六十干支)    | 을해(乙亥)      | 병자(丙子)      | 정축(丁丑)                 | 무인(戊寅) |            |            |            |            |                 |                 |
| 수 공제 (隋恭帝)       | -               | -               | 의녕(義寧) 원년            | 2년        |            |            |            |            |                 |                 |
| 초(楚) 주찬(朱粲)      | 창달(昌達) 원년 | 2년             | 3년                        | 4년        |            |            |            |            |                 |                 |
| 초(楚) 임사홍 (林士弘) | -               | 태평(太平) 원년 | 2년                        | 3년        |            |            |            |            |                 |                 |
| 조사걸 (操師乞)        | -               | 시흥(始興) 원년 | -                          | -          |            |            |            |            |                 |                 |
| 하(夏) 두건덕 (竇建德) | -               | -               | 정축(丁丑) 원년            | 2년        |            |            |            |            |                 |                 |
| 위(魏) 이밀(李密)      | -               | -               | 영평(永平) 원년            | 2년        |            |            |            |            |                 |                 |
| 유무주 (劉武周)        | -               | -               | 천흥(天興) 원년            | 2년        |            |            |            |            |                 |                 |
| 양(梁) 양사도 (梁師都) | -               | -               | 영륭(永隆) 원년            | 2년        |            |            |            |            |                 |                 |
| 곽자화 (郭子和)        | -               | -               | 정평(正平) 원년            | 2년        |            |            |            |            |                 |                 |
| 진(秦) 설거(薛擧)      | -               | -               | 진흥(秦興) 원년            | 2년        |            |            |            |            |                 |                 |
| 양(梁) 소선(蕭銑)      | -               | -               | 명봉(鳴鳳, 혹은 鳳鳴) 원년 | 2년        |            |            |            |            |                 |                 |
| 조무철 (曺武徹)        | -               | -               | 통성(通聖) 원년            | -          |            |            |            |            |                 |                 |

## 삭일(1일)
| 대업 원년 (605년) | 1월             | 2월             | 3월             | 4월             | 5월             | 6월             | 7월             | 윤7월           | 8월             | 9월             | 10월            | 11월            | 12월            |
| ----------------- | --------------- | --------------- | --------------- | --------------- | --------------- | --------------- | --------------- | --------------- | --------------- | --------------- | --------------- | --------------- | --------------- |
| 삭일(음력)        | 임진일 (壬辰日) | 임술일 (壬戌日) | 신묘일 (辛卯日) | 신유일 (辛酉日) | 경인일 (庚寅日) | 경신일 (庚申日) | 기축일 (己丑日) | 기미일 (己未日) | 무자일 (戊子日) | 무오일 (戊午日) | 무자일 (戊子日) | 정사일 (丁巳日) | 정해일 (丁亥日) |
| 율리우스력        | 605년 1월 25일  | 2월 24일        | 3월 25일        | 4월 24일        | 5월 23일        | 6월 22일        | 7월 21일        | 8월 20일        | 9월 18일        | 10월 18일       | 11월 17일       | 12월 16일       | 606년 1월 15일  |
| 대업 2년 (606년)  | 1월             | 2월             | 3월             | 4월             | 5월             | 6월             | 7월             | 8월             | 9월             | 10월            | 11월            | 12월            |                 |
| 삭일(음력)        | 병진일 (丙辰日) | 병술일 (丙戌日) | 을묘일 (乙卯日) | 을유일 (乙酉日) | 갑인일 (甲寅日) | 갑신일 (甲申日) | 계축일 (癸丑日) | 계미일 (癸未日) | 임자일 (壬子日) | 임오일 (壬午日) | 신해일 (辛亥日) | 신사일 (辛巳日) |                 |
| 율리우스력        | 606년 2월 13일  | 3월 15일        | 4월 13일        | 5월 13일        | 6월 11일        | 7월 11일        | 8월 9일         | 9월 8일         | 10월 7일        | 11월 6일        | 12월 5일        | 607년 1월 4일   |                 |
| 대업 3년 (607년)  | 1월             | 2월             | 3월             | 4월             | 5월             | 6월             | 7월             | 8월             | 9월             | 10월            | 11월            | 12월            |                 |
| 삭일(음력)        | 경술일 (庚戌日) | 경진일 (庚辰日) | 경술일 (庚戌日) | 기묘일 (己卯日) | 기유일 (己酉日) | 무인일 (戊寅日) | 무신일 (戊申日) | 정축일 (丁丑日) | 정미일 (丁未日) | 병자일 (丙子日) | 병오일 (丙午日) | 을해일 (乙亥日) |                 |
| 율리우스력        | 607년 2월 2일   | 3월 4일         | 4월 3일         | 5월 2일         | 6월 1일         | 6월 30일        | 7월 30일        | 8월 28일        | 9월 27일        | 10월 26일       | 11월 25일       | 12월 24일       |                 |
| 대업 4년 (608년)  | 1월             | 2월             | 3월             | 윤3월           | 4월             | 5월             | 6월             | 7월             | 8월             | 9월             | 10월            | 11월            | 12월            |
| 삭일(음력)        | 을사일 (乙巳日) | 갑술일 (甲戌日) | 갑진일 (甲辰日) | 계유일 (癸酉日) | 계묘일 (癸卯日) | 임신일 (壬申日) | 임인일 (壬寅日) | 임신일 (壬申日) | 신축일 (辛丑日) | 신미일 (辛未日) | 경자일 (庚子日) | 경오일 (庚午日) | 기해일 (己亥日) |
| 율리우스력        | 608년 1월 23일  | 2월 21일        | 3월 22일        | 4월 20일        | 5월 20일        | 6월 18일        | 7월 18일        | 8월 17일        | 9월 15일        | 10월 15일       | 11월 13일       | 12월 13일       | 609년 1월 11일  |
| 대업 5년 (609년)  | 1월             | 2월             | 3월             | 4월             | 5월             | 6월             | 7월             | 8월             | 9월             | 10월            | 11월            | 12월            |                 |
| 삭일(음력)        | 기사일 (己巳日) | 무술일 (戊戌日) | 무진일 (戊辰日) | 정유일 (丁酉日) | 정묘일 (丁卯日) | 병신일 (丙申日) | 병인일 (丙寅日) | 을미일 (乙未日) | 을축일 (乙丑日) | 을미일 (乙未日) | 갑자일 (甲子日) | 갑오일 (甲午日) |                 |
| 율리우스력        | 609년 2월 10일  | 3월 11일        | 4월 10일        | 5월 9일         | 6월 8일         | 7월 7일         | 8월 6일         | 9월 4일         | 10월 4일        | 11월 3일        | 12월 2일        | 610년 1월 1일   |                 |
| 대업 6년 (610년)  | 1월             | 2월             | 3월             | 4월             | 5월             | 6월             | 7월             | 8월             | 9월             | 10월            | 11월            | 윤11월          | 12월            |
| 삭일(음력)        | 계해일 (癸亥日) | 계사일 (癸巳日) | 임술일 (壬戌日) | 임진일 (壬辰日) | 신유일 (辛酉日) | 신묘일 (辛卯日) | 경신일 (庚申日) | 경인일 (庚寅日) | 기미일 (己未日) | 기축일 (己丑日) | 무오일 (戊午日) | 무자일 (戊子日) | 정사일 (丁巳日) |
| 율리우스력        | 610년 1월 30일  | 3월 1일         | 3월 30일        | 4월 29일        | 5월 28일        | 6월 27일        | 7월 26일        | 8월 25일        | 9월 23일        | 10월 23일       | 11월 21일       | 12월 21일       | 611년 1월 19일  |
| 대업 7년 (611년)  | 1월             | 2월             | 3월             | 4월             | 5월             | 6월             | 7월             | 8월             | 9월             | 10월            | 11월            | 12월            |                 |
| 삭일(음력)        | 정해일 (丁亥日) | 정사일 (丁巳日) | 병술일 (丙戌日) | 병진일 (丙辰日) | 을유일 (乙酉日) | 을묘일 (乙卯日) | 갑신일 (甲申日) | 갑인일 (甲寅日) | 계미일 (癸未日) | 계축일 (癸丑日) | 임오일 (壬午日) | 임자일 (壬子日) |                 |
| 율리우스력        | 611년 2월 18일  | 3월 20일        | 4월 18일        | 5월 18일        | 6월 16일        | 7월 16일        | 8월 14일        | 9월 13일        | 10월 12일       | 11월 11일       | 12월 10일       | 612년 1월 9일   |                 |
| 대업 8년 (612년)  | 1월             | 2월             | 3월             | 4월             | 5월             | 6월             | 7월             | 8월             | 9월             | 10월            | 11월            | 12월            |                 |
| 삭일(음력)        | 신사일 (辛巳日) | 신해일 (辛亥日) | 경진일 (庚辰日) | 경술일 (庚戌日) | 기묘일 (己卯日) | 기유일 (己酉日) | 기묘일 (己卯日) | 무신일 (戊申日) | 무인일 (戊寅日) | 정미일 (丁未日) | 정축일 (丁丑日) | 병오일 (丙午日) |                 |
| 율리우스력        | 612년 2월 7일   | 3월 8일         | 4월 6일         | 5월 6일         | 6월 4일         | 7월 4일         | 8월 3일         | 9월 1일         | 10월 1일        | 10월 30일       | 11월 29일       | 12월 28일       |                 |
| 대업 9년 (613년)  | 1월             | 2월             | 3월             | 4월             | 5월             | 6월             | 7월             | 8월             | 9월             | 윤9월           | 10월            | 11월            | 12월            |
| 삭일(음력)        | 병자일 (丙子日) | 을사일 (乙巳日) | 을해일 (乙亥日) | 갑진일 (甲辰日) | 갑술일 (甲戌日) | 계묘일 (癸卯日) | 계유일 (癸酉日) | 임인일 (壬寅日) | 임신일 (壬申日) | 임인일 (壬寅日) | 신미일 (辛未日) | 신축일 (辛丑日) | 경오일 (庚午日) |
| 율리우스력        | 613년 1월 27일  | 2월 25일        | 3월 27일        | 4월 25일        | 5월 25일        | 6월 23일        | 7월 23일        | 8월 21일        | 9월 20일        | 10월 20일       | 11월 18일       | 12월 18일       | 614년 1월 16일  |
| 대업 10년 (614년) | 1월             | 2월             | 3월             | 4월             | 5월             | 6월             | 7월             | 8월             | 9월             | 10월            | 11월            | 12월            |                 |
| 삭일(음력)        | 경자일 (庚子日) | 기사일 (己巳日) | 기해일 (己亥日) | 무진일 (戊辰日) | 무술일 (戊戌日) | 정묘일 (丁卯日) | 정유일 (丁酉日) | 병인일 (丙寅日) | 병신일 (丙申日) | 을축일 (乙丑日) | 을미일 (乙未日) | 갑자일 (甲子日) |                 |
| 율리우스력        | 614년 2월 15일  | 3월 16일        | 4월 15일        | 5월 14일        | 6월 13일        | 7월 12일        | 8월 11일        | 9월 9일         | 10월 9일        | 11월 7일        | 12월 7일        | 615년 1월 5일   |                 |
| 대업 11년 (615년) | 1월             | 2월             | 3월             | 4월             | 5월             | 6월             | 7월             | 8월             | 9월             | 10월            | 11월            | 12월            |                 |
| 삭일(음력)        | 갑오일 (甲午日) | 갑자일 (甲子日) | 계사일 (癸巳日) | 계해일 (癸亥日) | 임진일 (壬辰日) | 임술일 (壬戌日) | 신묘일 (辛卯日) | 신유일 (辛酉日) | 경인일 (庚寅日) | 경신일 (庚申日) | 기축일 (己丑日) | 기미일 (己未日) |                 |
| 율리우스력        | 615년 2월 4일   | 3월 6일         | 4월 4일         | 5월 4일         | 6월 2일         | 7월 2일         | 7월 31일        | 8월 30일        | 9월 28일        | 10월 28일       | 11월 26일       | 12월 26일       |                 |
| 대업 12년 (616년) | 1월             | 2월             | 3월             | 4월             | 5월             | 윤5월           | 6월             | 7월             | 8월             | 9월             | 10월            | 11월            | 12월            |
| 삭일(음력)        | 무자일 (戊子日) | 무오일 (戊午日) | 정해일 (丁亥日) | 정사일 (丁巳日) | 병술일 (丙戌日) | 병진일 (丙辰日) | 병술일 (丙戌日) | 을묘일 (乙卯日) | 을유일 (乙酉日) | 갑인일 (甲寅日) | 갑신일 (甲申日) | 계축일 (癸丑日) | 계미일 (癸未日) |
| 율리우스력        | 616년 1월 24일  | 2월 23일        | 3월 23일        | 4월 22일        | 5월 21일        | 6월 20일        | 7월 20일        | 8월 18일        | 9월 17일        | 10월 16일       | 11월 15일       | 12월 14일       | 617년 1월 13일  |
| 대업 13년 (617년) | 1월             | 2월             | 3월             | 4월             | 5월             | 6월             | 7월             | 8월             | 9월             | 10월            | 11월            | 12월            |                 |
| 삭일(음력)        | 임자일 (壬子日) | 임오일 (壬午日) | 신해일 (辛亥日) | 신사일 (辛巳日) | 경술일 (庚戌日) | 경진일 (庚辰日) | 기유일 (己酉日) | 기묘일 (己卯日) | 기유일 (己酉日) | 무인일 (戊寅日) | 무신일 (戊申日) | 정축일 (丁丑日) |                 |
| 율리우스력        | 617년 2월 11일  | 3월 13일        | 4월 11일        | 5월 11일        | 6월 9일         | 7월 9일         | 8월 7일         | 9월 6일         | 10월 6일        | 11월 4일        | 12월 4일        | 618년 1월 2일   |                 |
| 대업 14년 (618년) | 1월             | 2월             | 3월             | 4월             | 5월             | 6월             | 7월             | 8월             | 9월             | 10월            | 11월            | 12월            |                 |
| 삭일(음력)        | 정미일 (丁未日) | 병자일 (丙子日) | 병오일 (丙午日) | 을해일 (乙亥日) | 을사일 (乙巳日) | 갑술일 (甲戌日) | 갑진일 (甲辰日) | 계유일 (癸酉日) | 계묘일 (癸卯日) | 임신일 (壬申日) | 임인일 (壬寅日) | 신미일 (辛未日) |                 |
| 율리우스력        | 618년 2월 1일   | 3월 2일         | 4월 1일         | 4월 30일        | 5월 30일        | 6월 28일        | 7월 28일        | 8월 26일        | 9월 25일        | 10월 24일       | 11월 23일       | 12월 22일       |                 |

## 같이 보기
- 중국의 연호 목록